# Arrondissement ecclésiastique unitarien de Hongrie
L'Arrondissement ecclésiastique unitarien de Hongrie (Magyarországi Unitárius Egyházkerület) est l'ancienne Église unitarienne de Hongrie (Magyarországi Unitárius Egyház). Elle est depuis sa fusion en 2010 avec l'Église unitarienne de Transylvanie (Erdélyi Unitárius Egyház) une circonscription territoriale de l'Église unitarienne hongroise (Magyar Unitárius Egyház) et compte en son sein les douze communes ecclésiastiques unitariennes de Hongrie.

## Histoire
| Liste des évêques de l'Église unitarienne de Hongrie | Liste des évêques de l'Église unitarienne de Hongrie |
| ---------------------------------------------------- | ---------------------------------------------------- |
| 1971-1988                                            | József Ferencz                                       |
| 1988-1994                                            | János Huszti                                         |
| 1994-2001                                            | Márton Bencze                                        |
| 2001-2009                                            | Csaba Rázmány                                        |
| Réunification de l'Église unitarienne hongroise      |                                                      |
| 2009-en cours                                        | Ferenc Bálint-Benczédi                               |

Lié aux populations magyarophones de Transylvanie, l'unitarisme est une religion de langue hongroise qui essaime progressivement en Hongrie pendant les siècles qui suivent la création de l'Église unitarienne de Transylvanie, souvent à la faveur des migrations vers Budapest et les autres grandes villes du royaume. Cette forme d'exode rural prend un tournant particulier en 1920 lorsque le traité de Trianon impose une frontière entre la Hongrie et la Transylvanie désormais roumaine. Plusieurs milliers de Hongrois quittent la Roumanie pour gagner Budapest où des quartiers entiers de baraquements abritent les migrants. Alors que la capitale dispose déjà d'une commune ecclésiastique unitarienne, deux autres se constituent autour des communautés migrantes : la commune ecclésiastique unitarienne Béla Bartók et celle de Pestszentlőrinc. Durant l'entre-deux-guerres, ces communes se maintiennent dans le giron de l'Église transylvanienne.
En 1945, un administrateur épiscopal est désigné pour gérer la branche hongroise de l'Église unitarienne de Transylvanie. En 1971, l'élection d'un évêque pour le territoire hongrois marque la naissance formelle de l'Église unitarienne de Hongrie. La cohabitation des deux Églises est une nécessité durant la période communiste et le refroidissement des relations entre les républiques populaires voisines. En 2010, plus de vingt ans après la chute du mur de Berlin, les deux Églises se réunissent sous le dénominatif d'Église unitarienne hongroise. La réunification est reconnue par le gouvernement hongrois le 28 février 2011, qui restitue à la nouvelle entité l'immeuble de l'évêché unitarien dans le 5e arrondissement de Budapest, nationalisé en 1954. L'Église unitarienne de Hongrie prend alors le statut d'arrondissement ecclésiastique unitarien aux côtés de ceux de Transylvanie.

## Organisation territoriale
Il existe trois communes à Budapest : la commune ecclésiastique unitarienne de Budapest, la commune Béla Bartók et celle de Pestszentlőrinc. Dans le reste du pays, on dénombre une commune à Debrecen, Füzesgyarmat, Győr, Hódmezővásárhely, Kocsord, Miskolc et Szeged. Il existe enfin deux communes diasporiques : celles de Transdanubie et de Danube-Tisza ainsi qu'une diaspora unitarienne de Bereg.